# ميلاد ميداوودي
ميلاد ميداوودي ((بالفارسية: میلاد میداوودی‏)؛ مواليد 10 يناير 1985 في مسجد سليمان، إيران) هو لاعب كرة قدم إيراني يلعب مع نادي سايبا في دوري المحترفين الإيراني كمهاجم.

## المسيرة الدولية
تم استدعاءه للانضمام إلى المنتخب الإيراني في يونيو 2007 للمشاركة في بطولة اتحاد غرب آسيا 2007. ظهر لأول مرة بقميص المنتخب الوطني في المباراة الأولى ضد العراق. وسجل الهدف الدولي الأول له في مباراة إيران الثانية ضد فلسطين.

### الأهداف الدولية
تأتي حصيلة إيران من الأهداف أولاً.
| # | التاريخ        | المكان                          | الخصم     | النتيجة | الحصيلة | المنافسة                  |
| - | -------------- | ------------------------------- | --------- | ------- | ------- | ------------------------- |
| 1 | 20 يونيو 2007  | ستاد عمان الدولي، عمان          | فلسطين    | 1–0     | 2–0     | بطولة اتحاد غرب آسيا 2007 |
| 2 | 11 أغسطس 2008  | ملعب تختي، طهران                | قطر       | 1–0     | 6–1     | بطولة اتحاد غرب آسيا 2008 |
| 3 | 11 أغسطس 2008  | ملعب تختي، طهران                | قطر       | 6–1     | 6–1     | بطولة اتحاد غرب آسيا 2008 |
| 4 | 28 ديسمبر 2009 | ملعب جاسم بن حمد، الدوحة        | قطر       | 1–2     | 2–3     | بطولة الصداقة الدولية     |
| 5 | 28 سبتمبر 2010 | ستاد عمان الدولي، عمان          | عمان      | 1–0     | 2–2     | بطولة اتحاد غرب آسيا 2010 |
| 6 | 3 أكتوبر 2010  | ستاد عمان الدولي، عمان          | الكويت    | 1–2     | 1–2     | بطولة اتحاد غرب آسيا 2010 |
| 7 | 15 نوفمبر 2011 | ملعب غيلورا بونغ كارنو، جاكارتا | إندونيسيا | 1–0     | 4–1     | تصفيات كأس العالم 2014    |

## روابط خارجية
- ميلاد ميداوودي على موقع قاعدة بيانات كرة القدم.إي يو (الإنجليزية)
- ميلاد ميداوودي على موقع ناشيونال فوتبول تيمز (الإنجليزية)